# Trijera
Trijera (grč.), starogrčki ili starorimski ratni brod s trima redovima vesala (jedna iznad drugih) sa središnjim glavnim i pramčanim i pomoćnim jedrom. Na pramcu je imao 2 oštra kljuna za probijanje neprijateljskih brodova. Njime se moglo lako manevrirati i bio je vrlo brz zbog duljine od samo 42 m. širine 5.80 m i 170 veslača.

## Poveznice
- Trirema - srednjovjekovna galija troveslarka